# ブライアン・フェリー
ブライアン・フェリー（Bryan Ferry、CBE、1945年9月26日 - ）は、イングランドのロック・ミュージシャン、シンガー、作曲家。ロキシー・ミュージックやソロ活動で有名である。
「Q誌の選ぶ歴史上最も偉大な100人のシンガー」において第60位。

## 来歴

### 生い立ち
イングランドのダラム州ワシントンで、父は農業労働者という労働者階級の家庭で生まれた。5歳の時にピアノ演奏を習い始めた。伯母もしくは叔母が好んでかけていたナット・キング・コール、ビリー・エクスタイン、インク・スポッツなどの78回転のレコードを聴いて、1950年代のポピュラー音楽に親しんだ。
1963年にアマチュア・ソウル・バンドのバンシーズでシンガーとして活動。苦学しつつニューカッスル大学に入り、ポップアートの先駆的存在とされるリチャード・ハミルトンのもとで美術を学んだ。
在学中にザ・ガス・ボード（The Gas Board）という8人編成のバンドに加入。ヴォーカルを担当して、ライヴ活動を行なった。メンバーには、後にロキシー・ミュージックを一緒に結成したベーシストのグラハム・シンプソン、ロキシー・ミュージックのセカンド・アルバム『フォー・ユア・プレジャー』でシンプソンに代わってベースを担当したジョン・ポーター、映画監督になったマイク・フィギスがいた。

### 黎明期
1968年に大学を去ってロンドンに移り、女子校の美術講師をしながら陶芸の創作活動をした。同じくロンドンに移ったシンプソンからピアノを借りて、練習しながら曲を書いた。
1970年、キング・クリムゾンのヴォーカリストのオーディションを受けた。結果は不合格だったが、ロバート・フリップにEGレコードのデヴィッド・エントホーヴェン（David Enthoven）の電話番号を手渡され、彼に連絡するように勧められた。
同年冬、バンドの結成を目論んで『メロディ・メイカー』誌にキーボーディストの募集の広告を出し、応募してきた木管楽器奏者のアンディ・マッケイを迎え、シンプソン（ベース）と3人で演奏したり曲を書いたりするようになった。まもなくマッケイの友人だったブライアン・イーノが合流してテープとVCS3シンセサイザーの操作を担当するようになり、バンドとしての体裁が徐々に整っていった。

### ロキシー・ミュージック

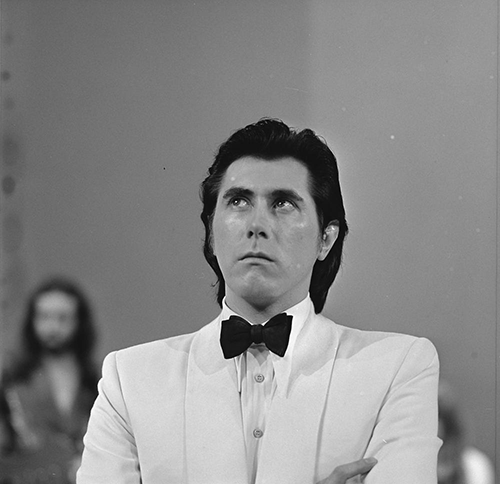
1973年、ロキシー・ミュージック時代

1971年、ギタリストとドラマーを迎えたバンドはロキシー・ミュージックと名乗った。フェリーは、アントニー・プライス（ファッション・デザイナー）、ニコラス・デ・ヴィル（視覚芸術家）、エリック・ボーマン（写真家）、サイモン・パックスレイ（広報）など、将来長きに亘って共に活動していくことになる面々の知遇を得て、デビューの構想を練っていた。
ロキシー・ミュージックは幾つかのメンバー交代劇を経て、1972年2月14日にEGレコードを運営するEGマネージメントと契約した。同年、アルバム『ロキシー・ミュージック』でデビュー。グラム・ロックの全盛期にあって、彼等は特異な音楽スタイルと奇抜なファッションで瞬く間に成功を収めた。フェリーは全曲をほぼ一人で手がけ、時には強権を発動してグループを牽引した。
1973年、ポーターをプロデュ―サーに迎えたソロ・デビュー作『愚かなり、わが恋』を発表。全英アルバムチャートに42週間留まり、最高位5位を記録。自作で埋め尽くされたロキシー・ミュージックのアルバムとは対照的に、ボブ・ディランの反戦歌「はげしい雨が降る」、ビーチ・ボーイズの「ドント・ウォリー・ベイビー」、ローリング・ストーンズの「悪魔を憐れむ歌」、ビートルズの「ユー・ウォント・シー・ミー」などのカバー集だった。
1974年、アルバム『アナザー・タイム、アナザー・プレイス (いつかどこかで)』を発表。自作はタイトル曲だけで、「ユー・アー・マイ・サンシャイン」、プラターズの「煙が目にしみる」、「ジ・イン・クラウド」、「ワンダフル・ワールド」、ディランの「悲しきベイブ」などを取り上げた。同アルバムは全英アルバムチャートに6か月間留まり、最高位4位を記録した。12月17日にニューカッスル・アポン・タイン、18日にバーミンガム、19日にロンドンのロイヤル・アルバート・ホールでソロ・コンサートを開いた。
1976年春、ロキシー・ミュージックのアルバム『サイレン』（1975年）の収録曲「恋はドラッグ」がアメリカでのシングル・チャートで30位を記録。彼等はアメリカ市場を開拓する機会をようやくつかんだ。しかしフェリーは同年6月に解散を宣言し、R&B歌手のウィルバート・ハリスンの「レッツ・スティック・トゥゲザー」のカバー・シングルと、エヴァリー・ブラザースの「ザ・プライス・オブ・ラヴ」やビートルズの「イッツ・オンリー・ラヴ」を取り上げた4曲入りEPを発表した。そして同年9月には、これらに収録された楽曲とそれまでに発表したソロ・シングルのアルバム未収録曲を編集して、3作目のソロ・アルバム『レッツ・スティック・トゥゲザー』を発表した。また映画『映画と実録でつづる第二次世界大戦』に「シーズ・リーヴィング・ホーム」を提供した。引き続いて通算4作目にして初めて自作の新曲だけを収録したアルバム『イン・ユア・マインド (あなたの心に)』を制作し、同アルバムが発表された翌1977年2月にワールド・ツアーを開始。6月初旬には初の日本公演を行なった。
1975年から1977年にはキャリアのピークを迎える。「レッツ・スティック・トゥゲザー」（1976年）や「Tokyo Joe（トーキョー・ジョー）」（1977年）は彼の代表作に含まれることが多い。
翌1978年に発表された『ベールをぬいだ花嫁』は「時の証明」、「キャント・レット・ゴー」などの自作と、ヴェルヴェット・アンダーグラウンドの「ホワット・ゴーズ・オン」、J・J・ケイルの「セイム・オールド・ブルース」などのカヴァーから構成された。
1979年、ロキシー・ミュージックを再結成してアルバムを3作発表。『アヴァロン』(1982年）を発表してワールド・ツアーを行なった後、1983年に解散した。

### ソロ
1985年、デヴィッド・ギルモア、マーク・ノップラー、ナイル・ロジャース、トニー・レヴィン、デイヴィッド・サンボーンら総勢30人ものミュージシャンを迎えて2年の歳月をかけて制作したアルバム『ボーイズ・アンド・ガールズ』を発表。同アルバムは全収録曲が共作を含む自作で、全英アルバムチャートで2週間首位を記録して、チャートに10か月間留まった。「スレイヴ・トゥ・ラヴ」「ドント・ストップ・ザ・ダンス」「ウィンドスウェプト」がシングル・カットされ、「ドント・ストップ・ザ・ダンス」はアメリカでもヒットした。同年、ギルモアらとライヴ・エイドに出演。1986年4月に発表された2枚組編集アルバム『ストリート・ライフ (20グレート・ヒッツ)』は1位を5週間記録し、チャートに77週間留まり、ロキシー・ミュージックとソロの作品の中で最高の成績を上げた。
1986年、映画『レジェンド/光と闇の伝説』のアメリカ公開版の主題歌「イズ・ユア・ラヴ・ストロング・イナフ？」がヒットした。またナイル・ロジャーズとの共作「ヘルプ・ミー」がアメリカ映画『ザ・フライ』に使用された。
1987年、EGレコードを離れて新しいマネージメントの下で『ベイト・ノワール』を発表。マドンナの作品で知られるパトリック・レナードがチェスター・ケイメンと共同でプロデュースを担当した。前作に引き続いて全曲が共作を含む自作で、ジョニー・マーが共作して制作に参加した「ザ・ライト・スタッフ」がシングル・カットされた。1988年2月にシングルカットされた「キッス・アンド・テル」はアメリカ映画『再会の街/ブライトライツ・ビッグシティ』（同年4月公開）に使用された。同年には、ロキシー・ミュージックの最後のツアー以来になる約5年ぶりのツアーを行ない、ソロとしては2度目の日本公演も果たした。
1992年に新作『ホロスコープ』を発表する予定だったが制作が行き詰まったので、1993年に代替作としてカヴァー曲集『タクシー』を発表。ロビン・トロワーを共同プロデュ―サーに迎えて制作され、スクリーミン・ジェイ・ホーキンズの「アイ・プット・ア・スペル・オン・ユー」、シュレルズの「ウィル・ユー・ラヴ・ミー・トゥモロー」などのブラック・ミュージック、ヴェルヴェット・アンダーグラウンドの「オール・トゥモロウズ・パーティーズ」、エルヴィス・プレスリーが1960年に取り上げた「ザ・ガール・オブ・マイ・ベスト・フレンド」などが収録された。
1994年、『ホロスコープ』がトロワーのプロデュ―スによるアルバム『マムーナ』として完成。ブライアン・イーノが様々な音響処理で全面参加し、「ワイルドキャット・デイズ」で初めてフェリーの共作者に記載された。発表後、6年ぶりのツアーを行ない、ソロ3度目の日本公演を果たした。
1996年公開の映画『フェノミナン』の挿入歌'Dance with Life (The Brilliant Light)'を歌った。同曲は同年発表されて大ヒットしたオリジナル・サウンドトラック・アルバムに収録された。
1997年、「Tokyo Joe」がフジテレビの水曜劇場『ギフト』で使用されて大ヒットし、オリコン洋楽シングルチャートで1位を記録した。同ドラマにカメオ出演。
1998年、"Alphaville"と題した新作アルバムの制作が『ホロスコープ』のように行き詰まりを見せ始めたので一旦中止して、新たなカヴァー集の制作を決意した。1999年、1920年代と30年代のスタンダード・ナンバーを取り上げたアルバム『As Time Goes By ～時の過ぎゆくままに』を発表し、ピアニスト、ハーピスト、弦楽器奏者、管楽器奏者などを含んだ10人余りの編成でツアーを行なった。

### ソロ活動とロキシー・ミュージックの再々結成ツアー
2001年、ロキシー・ミュージックを再々結成して大々的なツアーを行なった。クリス・スペディング（ギター）、コリン・グッド（キーボード）、ルーシー・ウィルキンス（VCS3 シンセサイザー、ヴァイオリン）、ジュリア・ソーントン（パーカッション）など、彼の様々なソロ活動を支えたミュージシャンが招聘された。
2002年、デイヴ・スチュワートの協力の下に、"Alphaville"がアルバム『フランティック』として発表された。イーノとの共作「恋を探して」では彼がギター、キーボード、コーラスを担当した。ディランの「イッツ・オール・オーバー・ナウ、ベイビー・ブルー」と「くよくよするなよ」、ドン・ニックスの「ゴーイング・ダウン」なども収録された。発表後のツアーで、ソロ4度目の日本公演を果たした。
2007年、全収録曲がディランの楽曲である『ディラネスク』発表。
2010年、『オリンピア』 発表。ジャケットにモデルのケイト・モスを起用。ティム・バックリィの「ソング・トゥ・ザ・サイレン」を取り上げた。
2012年、1920年代のジャズを踏襲したザ・ブライアン・フェリー・オーケストラを結成してアルバム『ザ・ジャズ・エイジ』 発表。ロキシー・ミュージックとソロの楽曲を取り上げた。
2014年、『アヴォンモア』発表。1987年の「ザ・ライト・スタッフ」に続くジョニー・マーとの共作「ソルジャー・オブ・フォーチュン」を収録。
2018年、『ザ・ジャズ・エイジ』の続編『ビター・スウィート』発表。
2019年、ツアーでソロ5度目の日本公演を果たした。ロキシー・ミュージックがロックの殿堂入りし、フェリーは8人の受賞者の一人として授賞式に出席した。
2022年、4曲入りEP『ラブ・レターズ』発表。

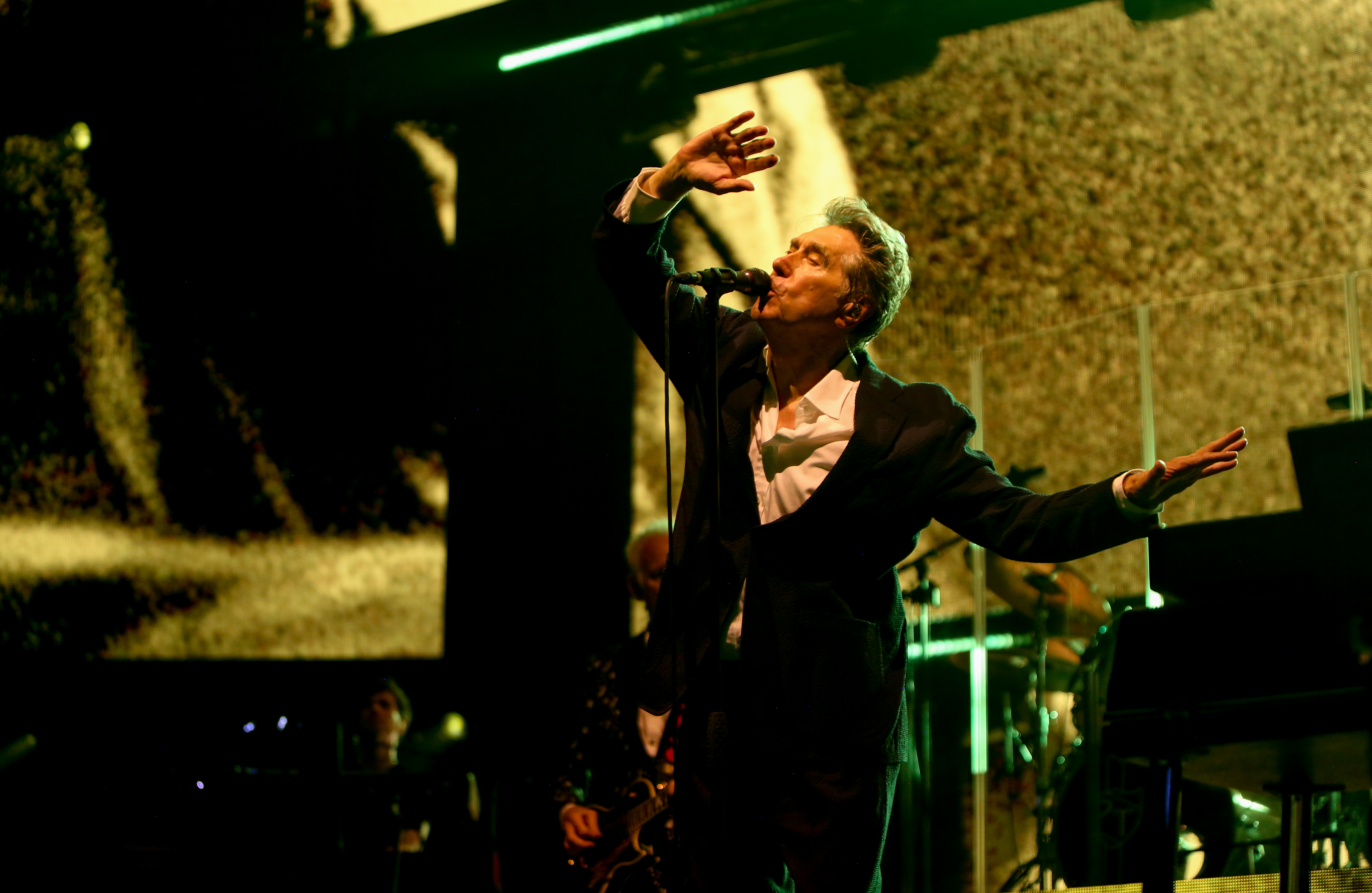
2022年、ロサンゼルス公演

2023年、3枚組CD『マムーナ／ホロスコープ』発表。
2025年3月、グラスゴーを拠点に芸術活動を行なうアメリア・バラット（Amelia Barratt）との共作アルバム『ルース・トーク』（Loose Talk）を発表。

## 音楽性など
フェリーは、R&Bやソウル・ミュージックといったブラック・ミュージックから大きな影響を受けた。一方、ロキシー・ミュージックは、ヨーロッパ的ダンディズムを感じさせるサウンドを基本にして、グラム・ロック全盛期にふさわしい奇抜なファッションによる話題性を提供した。グラム・ロックの路線を変更した後もダンディズムは継承され、今日に至る彼のソロ活動に脈打っている。彼の音楽性の大きな特徴の一つとして、ブラック・ミュージックとヨーロッパ的ダンディズムが共存していることが挙げられよう。
優れたソングライターであり、ロキシー・ミュージックの曲作りの中心を担ってほぼ全曲を手掛けたが、ソロ活動では前述のように他人の曲も多く取り上げた。
ヴォーカリストとして認識されているが、ロキシー・ミュージックではキーボーディストを兼任した。イーノ在籍時に発表された2作のアルバムではシンセサイザーを除くキーボードの演奏を一手に引き受け、ステージでも基本的には演奏しながら歌っていた。その後も、ロキシー・ミュージックのアルバムとソロ・アルバムの両方で他のメンバーやゲストと演奏を分担し、ステージでも頻度は減少したものの数曲では以前のように演奏しながら歌った。多くのアルバムとライブにて披露されているキーボードは、「ぶっきらぼう」な印象を受ける個性的な演奏で、豊かなセンスと限られた演奏技術とが生み出すヘタウマの典型である。
時にハーモニカとギターも演奏する。彼のハーモニカ演奏はロキシー・ミュージックの「グレイ・ラグーン」、「エンド・オブ・ザ・ライン」、ソロの「レッツ・スティック・トゥゲザー」、「シェイム・シェイム・シェイム」、「恋を探して」と「ゴッデス・オブ・ラヴ」、2000年代半ば以後のコンサートでの「ボス・エンズ・バーニング」などで聴ける。ハーモニカは本来ブルースの楽器であるが、フェリーの演奏にはソウルフルな味わいがあり、彼のルーツを知る手掛かりとして興味深い。

## エピソード
- 2000年12月29日、ブリティッシュ・エアウェイズ2069便に一家で搭乗して[注釈 39]、ハイジャック未遂事件に遭遇した[58]。

## ディスコグラフィ

### スタジオ・アルバム
- 『愚かなり、わが恋』 - These Foolish Things (1973年)
- 『アナザー・タイム、アナザー・プレイス (いつかどこかで)』 - Another Time, Another Place (1974年)
- 『レッツ・スティック・トゥゲザー』 - Let's Stick Together (1976年)
- 『イン・ユア・マインド (あなたの心に)』 - In Your Mind (1977年)
- 『ベールをぬいだ花嫁』 - The Bride Stripped Bare (1978年)
- 『ボーイズ・アンド・ガールズ』 - Boys And Girls (1985年)
- 『ベイト・ノワール』 - Bête Noire (1987年)
- 『タクシー』 - Taxi (1993年)
- 『マムーナ』 - Mamouna (1994年)
- 『As Time Goes By ～時の過ぎゆくままに』 - As Time Goes By (1999年)
- 『フランティック』 - Frantic (2002年)
- 『ディラネスク』 - Dylanesque (2007年)
- 『オリンピア』 - Olympia (2010年)
- 『ザ・ジャズ・エイジ』 - The Jazz Age (2012年)
- 『アヴォンモア』 - Avonmore (2014年)
- 『ビター・スウィート』 - Bitter-Sweet (2018年)
- 『マムーナ／ホロスコープ』 - Mamouna / Horoscope Deluxe 3CD Box (2023年)
- 『ルース・トーク』 - Loose Talk (2025年)

### ライブ・アルバム
- Live in Lyon (2013年)
- Live 2015 (2016年)
- Live at the Royal Albert Hall 1974 (2020年)
- Royal Albert Hall 2020 (2021年)

### コンピレーション・アルバム
※『ブライアン・フェリー・アンド・ロキシー・ミュージック』名義のアルバムを含む。
- 『ストリート・ライフ (20グレート・ヒッツ)』 - Street Life: 20 Great Hits (1986年)[注釈 40]
- 『ジ・アルティメイト・コレクション』 - The Ultimate Collection (1988年)[注釈 40]
- 『ザ・ベスト・オブ・ブライアン・フェリー・アンド・ロキシー・ミュージック』 - More Than This: The Best Of Bryan Ferry + Roxy Music (1995年)[注釈 40]
  - 『Tokyo Joe - ザ・ベスト・オブ・ブライアン・フェリー&ロキシー・ミュージック』 - Tokyo Joe: The Best Of Bryan Ferry + Roxy Music (1997年) [59][注釈 41]
- 『ベスト・オブ・LOVE(ブライアン・フェリー バラッド・コレクション)』 - Slave To Love: Best Of The Ballads (2000年)
- The Platinum Collection: The Best of Bryan Ferry + Roxy Music (2004年)[注釈 40]
- 『ザ・ベスト・オブ・ブライアン・フェリー』 - The Best of Bryan Ferry (2009年)

## ビデオグラフィ
※一部は引用文献より引用。
- New Town（1990年）
- Live In Paris At The Grand Rex（2001年）

## 日本公演

### 1977年
※IN YOUR MIND TOUR
- 6月5日 中野サンプラザ
- 6月6日 大阪厚生年金会館
- 6月9日 中野サンプラザ

### 1988年
※BETE NOIRE TOUR
- 10月11日 日本武道館
- 10月12日 NHKホール
- 10月13日 名古屋市民会館
- 10月15日 静岡市民文化会館
- 10月17日 日本武道館
- 10月18日 大阪厚生年金会館
- 10月20日 大阪厚生年金会館
- 10月21日 川崎市産業文化会館

### 1995年
※MAMOUNA TOUR
- 3月12日 NHKホール
- 3月14日 福岡サンパレス
- 3月16日 大阪厚生年金会館
- 3月17日 東京厚生年金会館
- 3月18日 東京厚生年金会館
- 3月20日 仙台イズミティ21
- 3月21日 中野サンプラザ
- 3月22日 神奈川県民ホール

### 2002年
※FRANTIC TOUR
- 11月30日 東京国際フォーラム
- 12月2日 大阪厚生年金会館

### 2019年
- 3月11日 なんばHATCH
- 3月13日 Bunkamuraオーチャードホール